# Алмейда, Антонио Фигуэйра
Антонио Фигуэйра д’Алмейда (порт. Antonio Figueira d'Almeida; 1784, Элваш, Португалия — 1847, Венеция) — португальский военный и филэллин, известный участник Освободительной войны Греции 1821—1829 годов.

## Биография
Антонио Алмейда родился в 1784 году в приграничном с Испанией португальском городе Элваш. Будучи офицером португальской армии, воевал против французской армии, посланной в Испанию для поддержки династии Бурбонов.
С началом Греческой революции 1821 года Алмейда отправился в Грецию, чтобы принять участие в боях греческих повстанцев против осман. В августе 1826 года, в звании полковника кавалерии, отличился во главе кавалерийского отряда у города Триполис (Пелопоннес). В марте 1827 года воевал под командованием Караискакиса в Аттике.
В октябре — ноябре 1827 года кавалерийский отряд Алмейды принял участие в неудачной экспедиции Фавье (Фавье, Шарль Николя) на остров Хиос.
С прибытием Каподистрии в Грецию Алмейда стал инспектором регулярной кавалерии и ему была поручена реорганизация этого рода войск. 22 января 1830 года был назначен начальником гарнизона временной столицы Греции города Нафплион. Именно Альмейдой был арестован один из двух убийц Каподистрии — Георгиос Мавромихалис. Алмейда через несколько дней командовал расстрелом последнего.
За свою верную службу Алмейда получил от 5-го Национального собрания в марте 1832 года звание почётного гражданина Нафплиона и был повышен в звании, став генералом.
С установлением монархии баварца Оттона регенты не признали за Альмейдой звание генерала и он был назначен 10 мая 1833 года начальником гарнизона острова Эгина. Альмейда был вновь повышен в звании, став генерал-майором, после подавления мятежа полковника Н. Зерваса в городе Месолонгион, куда затем Алмейда был назначен военным комендантом в 1836 году. В 1839 году Альмейда вновь стал военным комендантом Нафплиона. Антонио Альмейда умер в 1847 году в Венеции.
Его внук, с тем же именем, Антониос Алмейда, пал за Грецию в годы Балканских войн.